# Col du Bonhomme (massif de la Vanoise)
Pour les articles homonymes, voir Col du Bonhomme.
Le col du Bonhomme est un col de France situé dans le massif de la Vanoise, au-dessus de la Maurienne, sur la crête qui court du Grand Perron des Encombres en direction de la croix des Têtes au sud, entre le Château d'Aubert et le signal du Génie. Il s'élève à 2 412 mètres d'altitude et peut être franchi par un sentier de randonnée reliant le ravin Saint-Julien à l'ouest à l'adret du Petit col des Encombres à l'est. Il tient son nom du roc du Bonhomme, un rocher qui se trouve juste à l'ouest sous le col.